# Seth Gordon
 (août 2013).
Si vous disposez d'ouvrages ou d'articles de référence ou si vous connaissez des sites web de qualité traitant du thème abordé ici, merci de compléter l'article en donnant les références utiles à sa vérifiabilité et en les liant à la section « Notes et références ».
Pour les articles homonymes, voir Gordon.
Seth Gordon, né le 15 juillet 1974 à Evanston, est un réalisateur, producteur et monteur américain. Il a produit et réalisé des films pour le cinéma et la télévision, pour le compte de différents studios, dont le PBS, ainsi que pour la Fondation Gates et l'ONU. Ses films ont été présentés au Sundance Film Festival et le Festival du Film Slamdance.

## Filmographie

### Comme réalisateur
- 2007 : The King of Kong
- 2008 : Tout... sauf en famille (Four Christmases)
- 2011 : Comment tuer son boss ? (Horrible Bosses)
- 2013 : Arnaque à la carte (Identity Thief)
- 2017 : Baywatch : Alerte à Malibu (Baywatch)
- 2017 : Atypical (Série TV)
- 2023 : The Night Agent (Série TV) (2 épisodes)
- 2025 : Back in Action

### Comme producteur
- 2012 : Undefeated de Daniel Lindsay et T. J. Martin
- 2022 : Le Secret de la cité perdue d'Aaron et Adam Nee
- 2023 : The Night Agent
- 2025 : Back in Action de lui-même

### Comme scénariste
- 2022 : Lost City of D d'Aaron et Adam Nee
- 2025 : Back in Action de lui-même